# 賽金花 (亞視電視劇)
《賽金花》（英語：Legend of Ms. Choi Kam Fa）為香港亞洲電視製作的一部講述清末奇女子賽金花的傳奇事蹟的電視劇，共17集，1988年9月28日黃金台首播，監製莊偉建，由劉雪華飾演賽金花。

## 劇情簡介
清末奇女子賽金花，本籍蘇州，自小聰穎可人，與友林絳雪情同姊妹。蘇州舉人曾樸傾慕於賽金花的才貌，可惜「襄王有夢、神女無心」。後賽金花家道中落，陷入風塵，因性情自負，非狀元顯貴不接下條子。賽金花一生出嫁三次，攀扶權貴，更促成當時中外和約，名噪一時，留下一段段傳奇事蹟。

## 演員表
- 劉雪華 飾 賽金花 (趙彩雲)
- 潘志文 飾 曾　樸
- 李青山 飾 孫紹棠
- 馬麗莉 飾 林絳雪
- 王　偉 飾 洪　鈞
- 鮑漢琳 飾 李鴻章
- 伍永森 飾 載　勛
- 江　濤 飾 楊立山
- 梁舜燕 飾 慈禧太后
- 蕭山仁 飾 李蓮英
- 梁漢威 飾 陸潤庠
- 熊德誠 飾 盧玉舫
- 敖　龍 飾 載　瀾
- 方　傑 飾 盛宣懷
- 張鴻昌 飾 汪芝房
- 黃清河 飾 九　叔
- 周美玲 飾 顧　蓮
- 司馬華龍 飾 恭親王
- 劉少君 飾 趙松柏
- 馮　真 飾 趙彩雲母
- 丁　櫻 飾 金雲仙 (金大媽)
- 吳紫妍 飾 小　花
- 邵音音 飾 洪鈞妻
- Anders Nelsson 飾 克林德
- 施　明 飾 克林德夫人
- Roland Michael Westin 飾 瓦德西
- 陳慧愉 飾 海　棠